# 5062 Glennmiller
5062 Glennmiller este un asteroid din centura principală, descoperit pe 6 februarie 1989, de Eleanor Helin.